# Lachsenbach
Der Lachsenbach ist ein um die zwei Kilometer langer Bach in Schleswig-Holstein. Er verläuft im Eckernförder Stadtteil Borby, durchfließt den Oberen Eimersee und mündet in der Parkanlage am Borbyer Ufer in die Eckernförder Bucht der Ostsee. Das Tal des Lachsenbaches ist als glaziale Schmelzwasserrinne am westlichen Rande einer Grundmoränenlandschaft entstanden. Die Quellen des Lachsenbaches gelten als Naturdenkmale. Der Oberlauf des Lachsenbaches wurde 1990 für 56.000 DM renaturiert, der Eimersee entstand. Vor der Mündung ist der Lauf auf einer Strecke von ungefähr 170 Metern verrohrt.
In der Mündung steht die Metall-Skulptur „Braunalge“ des Kunstschmieds Klaus Bösselmann aus Gelting.
Hervorgegangen aus einer Arbeitsgruppe des Arbeitskreises Grün-Alternative Kommunalpolitik in Eckernförde, hatte sich bereits 1984 eine Bürgerinitiative Rettet den Lachsenbach gegründet, die sich mit Unterstützung von über 1500 Bürgern der Stadt für eine Renaturierung des Baches einsetzte. Entlang des Baches wurde damals an elf Messpunkten der Zustand des Baches untersucht und die Wasserqualität ermittelt. Zu den diversen Vorschlägen gehörte seinerzeit bereits die Forderung nach Beseitigung der Verrohrung im unteren Bachabschnitt und weitgehender Wiederöffnung dieses Teils. Der untere Verlauf sei „das dunkelste Kapitel in der Geschichte dieses ... Landschaftsteils“.
Ein Schutz des Lachsenbachtales in seiner „Grünfingerfunktion“ war 1984 auch in der Umwelterhebung der Stadt Eckernförde gefordert; es lag damals aber offenbar nicht innerhalb des Rahmens einer Umwelterhebung, auch eine Aussage zur Verrohrung im letzten Abschnitt zu treffen.